# Ведерников, Александр Викторович
Алекса́ндр Ви́кторович Веде́рников (10 мая 1969, Иркутск) — председатель Законодательного собрания Иркутской области (с марта 2020 года).

## Биография
Родился 10 мая 1969 года в Иркутске. Закончил СОШ № 3 в городе Нерюнгри, Республика Саха (Якутия), куда родители переехали на комсомольскую стройку. В школьные годы увлекался физикой и математикой, был председателем ученического комитета школы. В 1986 году поступил в Иркутский государственный университет (ИГУ). После первого курса, в 1987 году, был призван в ряды Вооружённых Сил СССР (отсрочка студентам в те годы не предоставлялась); служил в ВВС на Дальнем Востоке. После увольнения в запас вернулся к учебе в ИГУ, окончил университет в 1993 году по специальности «прикладная математика».
Трудовую деятельность начал в вычислительном центре Иркутского областного управления Госбанка СССР в должности программиста 3 категории, в дальнейшем работал заведующим группой, заместителем директора Иркутского филиала АКБ «Базис».
С 1996 года по 1998 год — заместитель председателя правления АКБ «Радиан».
С 1998 года по 2005 год — председатель правления АКБ «Байкал РОСБАНК» в г. Иркутске, председатель правления КБ «Сибирское ОВК» ОАО (Республика Бурятия, Красноярский край), крупнейшего самостоятельного банка Урала и Сибири (160 офисов от Тюменской до Читинской области, около 4 тыс. сотрудников). Осуществлял общее руководство банком и занимался стратегическим развитием банка.
В 2005—2008 годах — заместитель председателя правления ОАО АКБ «РОСБАНК».
В 2004 году был избран депутатом в Законодательное собрание Иркутской области IV созыва. Работал в составе комитета по бюджету, ценообразованию, финансово-экономическому и налоговому законодательству.
В 2008 году был представлен губернатором Иркутской области на должность заместителя председателя правительства Иркутской области. Осуществлял координацию деятельности финансово-экономического блока правительства Иркутской области — министерства финансов и министерства экономического развития, службы Госфинконтроля, агентства по госзаказу, агентства земельно-имущественных отношений.
В июне 2010 году был назначен на должность заместителя губернатора Мурманской области. В сферу деятельности входила координация деятельности финансового блока правительства Мурманской области, в том числе по таким направлениям как повышение доходов и эффективность расходов областного бюджета, формирование инвестпроводящей системы в Мурманской области, бюджетная реформа. Возглавлял координационный совет по информатизации Мурманской области.
В сентябре 2018 года избран в Законодательное собрание Иркутской области III созыва, стал заместителем председателя Законодательного собрания Иркутской области.
9 ноября 2018 года, на XXI конференции иркутского регионального отделения партии «Единая Россия» наделен полномочиями первого заместителя секретаря Иркутского регионального отделения партии.
17 марта 2020 года избран председателем Законодательного собрания Иркутской области третьего созыва.

## Семья и увлечения
Женат, супруга Татьяна по профессии врач-педиатр. Воспитывает троих детей: дочь Мария (род. 1991), сыновья Иван (род. 1994) и Виктор (род. 2005).
Увлекается математическим моделированием, йогой, трекингом.

## Награды
- Медаль ордена «За заслуги перед Отечеством» II степени (23 октября 2023 года) — за активную законотворческую деятельность и многолетнюю добросовестную работу[9]